# Kinderurologie
Die Kinderurologie befasst sich mit den urologischen Erkrankungen, die speziell im Kindesalter auftreten.
Hierzu gehören Erkrankungen der
- Nieren, Harnleiter, Harnblase
  - angeborene Fehlbildungen: z. B. Ureterabgangsstenose, Blasenekstrophie
  - Vesikoureteraler Reflux, Megaureter, Neurogene Blase
  - Tumoren: z. B. Wilmstumor
  - Funktionelle Probleme: z. B. Enuresis, Harninkontinenz
- Harnröhre
  - angeborene Fehlbildungen: z. B. Urethralklappen, Hypospadie, Epispadie
  - erworbene Erkrankungen: z. B. Harnröhrenstenosen
- männlichen Geschlechtsorgane
  - z. B. Hodenhochstand, Hydrocele, Phimose, Hodentorsion, Hydatidentorsion
  - Tumoren: z. B. Hodentumoren

Die Kinderurologie wird in Deutschland von zwei Fachgebieten durchgeführt: der Kinderchirurgie und der Urologie. Eine eigene Weiterbildungsordnung gibt es nicht. Die Grundlagen des Gebietes werden in der Weiterbildung Kinderchirurgie und Urologie vermittelt. Weitergehende Spezialisierung erfolgt durch Tätigkeit an einem entsprechenden Zentrum.